# Thelymitra purpureofusca
Thelymitra purpureofusca är en orkidéart som beskrevs av John William Colenso. Thelymitra purpureofusca ingår i släktet Thelymitra och familjen orkidéer. Inga underarter finns listade i Catalogue of Life.